# Nhóm ngôn ngữ Ubangi
Nhóm ngôn ngữ Ubangi gồm bảy mươi ngôn ngữ liên kết nhau tập trung ở Cộng hòa Trung Phi. Chúng là ngôn ngữ chính của CAR, được sử dụng bởi 2-3 triệu người, bao gồm ngôn ngữ quốc gia, tiếng Sango. Chúng cũng được nói ở Cameroon, Chad, Cộng hòa Dân chủ Congo và Nam Sudan.
Nhóm ngôn ngữ Ubangi thường được cho vào ngữ hệ Niger-Congo, mặc dù điều này chưa được chứng minh. Dimmendaal (2011) cho rằng các ngôn ngữ Ubangi tạo nên một ngữ hệ độc lập.

## Mối quan hệ ngoại tại
Joseph Greenberg (1963) đã phân loại các ngôn ngữ Ubangi ít được biết đến thuộc ngữ hệ Niger-Congo và đặt chúng trong nhóm ngôn ngữ Adamawa với tên "Đông Adamawa". Chúng sớm bị đưa đến một nhánh tách biệt của ngữ hệ Niger-Congo, ví dụ như trong nhóm ngôn ngữ Savan của Blench. Tuy nhiên, điều này ngày càng trở nên không chắc chắn và Dimmendaal (2008) tuyên bố rằng thiếu bằng chứng thuyết phục cho việc phân loại chúng vào ngữ hệ Niger-Congo và Ubangi "có thể là một ngữ hệ độc lập không thể hoặc không có liên quan gì đến ngữ hệ Niger-Congo (hoặc bất kỳ ngữ hệ nào khác)". Tuy nhiên, Blench (2012) cho rằng Dimmendaal không đưa ra bằng chứng tích cực nào cho thấy nó khác biệt và tiếp tục cho Ubangi thuộc ngữ hệ Niger-Congo.

## Phân loại nội bộ
Boyd và Moñino (2010) đã loại bỏ tiếng Gbaya và tiếng Zande. Nửa tá nhánh còn lại có liên hệ với nhau, nhưng mối quan hệ qua lại của chúng khá phức tạp. Williamson & Blench (2000) đề xuất sự sắp xếp sau: 

|            | Sere                                                                                                |
|            | |
| Ngbaka‑Mba | \| \| Ngbaka (lưu ý ngôn ngữ Gbaya chính cũng được gọi là Ngbaka) \| \| \| \| \| \| Mba \| \| \| \| |
|            | \| \| Ngbaka (lưu ý ngôn ngữ Gbaya chính cũng được gọi là Ngbaka) \| \| \| \| \| \| Mba \| \| \| \| |
|            | Ngbaka (lưu ý ngôn ngữ Gbaya chính cũng được gọi là Ngbaka)                                         |
|            | |
|            | Mba                                                                                                 |
|            | |

|  | Ngbaka (lưu ý ngôn ngữ Gbaya chính cũng được gọi là Ngbaka) |
|  |                                                             |
|  | Mba                                                         |
|  |                                                             |

|            | Sere                                                                                                |
|            | |
| Ngbaka‑Mba | \| \| Ngbaka (lưu ý ngôn ngữ Gbaya chính cũng được gọi là Ngbaka) \| \| \| \| \| \| Mba \| \| \| \| |
|            | \| \| Ngbaka (lưu ý ngôn ngữ Gbaya chính cũng được gọi là Ngbaka) \| \| \| \| \| \| Mba \| \| \| \| |
|            | Ngbaka (lưu ý ngôn ngữ Gbaya chính cũng được gọi là Ngbaka)                                         |
|            | |
|            | Mba                                                                                                 |
|            | |

|  | Ngbaka (lưu ý ngôn ngữ Gbaya chính cũng được gọi là Ngbaka) |
|  |                                                             |
|  | Mba                                                         |
|  |                                                             |

Ngoài ra, còn có tiếng Ngombe, có vị trí không chắc chắn do thiếu hụt dữ liệu.